# Португальська мова в Гвінеї-Бісау
Португальська мова в Гвінеї-Бісау (порт. Português Guineense) є офіційною мовою країни, при цьому португальською володіє (за даними на 2006) приблизно 167 000 осіб, що становить приблизно 10% населення.
У країні поширена гвінейська креольська мова, яка служить як лінгва франка і засоби національної ідентичності, будучи першою та другою мовою. Таким чином, португальська для гвінейців часто є третьою мовою. Серед носіїв португальської мови більшість становлять білі гвінейці, кількість яких у країні значно скоротилася через еміграцію під час громадянської війни. Більшість гвінейців, які говорять португальською, зосереджені в районі столиці країни — Бісау, відомої як «Праса» (Площа). У креольській мові мешканців столиці відзначено значну кількість запозичень із португальської.
Фонетика гвінейського варіанта португальського близька до стандартної європейської. Для гвінейців, у яких португальська мова є другою та третьою, фонологія корелює з фонологією їх рідних мов і нагадує бразильську португальську.

## Історія
Під час колоніального завоювання країни Португалією португальська мова використовувалася європейськими поселенцями для спілкування з аборигенами (племенами фульбе, мандінго, баланте та іншими). Число носіїв португальської мови було відносно велике під час португальського правління, хоча при цьому більшість мулатів і чорношкірого населення говорила гвінейською креольською мовою, яка є широко поширеною лінгва франка.
Після здобуття країною незалежності через громадянську війну чисельність португаломовних знизилася до 10% населення.

## Лінгвістичне планування
Після створення у 1996 Співдружності португаломовних країн Гвінеї-Бісау надано допомогу у сфері освіти. У країну спрямовано велику кількість вчителів португальської мови з Португалії, Бразилії та африканських португаломовних країн.
У 2005 укладено угоду між гвінейською владою та Інститутом Камоенса , який вже мав свій центр у Бісау, про відкриття представництв інституту в інших містах країни: Канчунго, Онгоре, Мансоа, Бафата, Габу, Буба, Катіо, Болама, Бубаку та Куїнамель.